# Hainfelder Hütte
Die Hainfelder Hütte ist eine Schutzhütte der Sektion Hainfeld des Österreichischen Touristenklubs. Sie liegt auf dem Gipfel des 924 m ü. A. hohen Kirchenbergs in der niederösterreichischen Stadtgemeinde Hainfeld und an der Grenze zu Kleinzell. Sie bietet Platz für 40 Personen in der Hütte sowie 70 im Gastgarten und ist ganzjährig an den Wochenenden sowie feiertags bewirtschaftet.

## Geschichte
Der erste Hüttenbau auf dem Kirchenberg erfolgte 1915 durch die 1913 gegründete Sektion Hainfeld des ÖTK. Diese kleine Hütte mit rund 15 m² bot Platz für etwa 8 Personen und wurde unter einer bestehenden Aussichtswarte errichtet. Ab 1924/1925 erfolgte ein Neubau mit etwa 65 m² und Sitzplätzen für 30 Gäste, der am 13. September 1925 von ÖTK-Präsident Franz Matras mit Sektionsvorstand Sepp Neubauer eröffnet wurde. Im Zuge des Zweiten Weltkrieges wurde die Hütte schwer beschädigt. Nach dem Krieg wurde die Hütte wieder instand gesetzt bzw. aufgebaut und in den Folgejahren stetig erweitert. Seit Mitte 1955 erfolgte die Bewirtschaftung von Mitgliedern und nur an Wochenenden und Feiertagen, nachdem sie zuvor von Pächtern durchgehend bewirtschaftet wurde. In den 1960er Jahren erfolgte der Ausbau des Zufahrtsweges, sodass die Versorgung der Hütte mittels Geländewagen erfolgen konnte. Im Jahr 1999 wurde die Hütte an das öffentliche Stromnetz der EVN angeschlossen. Wegen sanitärer Missstände, unzureichender technischer Ausstattung, Platz- und diverser Baumängel an der kriegsgeschädigten Schutzhütte wurde von der Vereinsleitung 2005 ein Neubau beschlossen. Dieser wurde noch im gleichen Jahr ab Mai realisiert und am 25. September 2005 eröffnet. Bei dieser Neuerrichtung wurde die Hütte auch an das öffentliche Kanal- und Wasserleitungsnetz angeschlossen.